# Segona Guerra Italoetíop
La Segona Guerra Italoabissínia, també anomenada la Segona Guerra Italoetíop o, simplement, la Guerra Etíop (italià: Guerra d'Etiopia) va ser una guerra colonial que començà a l'octubre de 1935 i acabà al maig de 1936. Va ser combatuda entre les forces armades del Regne d'Itàlia i les de l'Imperi Etíop (també conegut com a Abissínia). La guerra acabà en l'ocupació militar d'Etiòpia i la seva annexió a la nova colònia de l'Àfrica Oriental Italiana (Africa Orientale Italiana, o AOI)
Políticament, la guerra és més recordada per fer palesa la inherent feblesa de la Societat de Nacions: igual que a l'Incident de Mukden el 1931 (l'annexió per part del Japó de tres províncies xineses), la Crisi d'Abissínia el 1935 és sovint vista com un clar exemple de la ineficàcia de la Societat. Tant Itàlia com Etiòpia n'eren membres i la Societat va ser incapaç tant de controlar Itàlia com de protegir Etiòpia quan Itàlia clarament violà l'Article X.
Pels italians, els rèdits de la guerra coincidiren amb el zenit de la popularitat internacional del règim feixista de Benito Mussolini en una època anomenada "l'era del consens", durant la qual diversos líders internacionals el lloaren pels seus èxits. Historiadors com H. James Burgwyn van citar la victòria de Mussolini com "una fita capital", però es va veure obligat a acceptar l'Anschluß entre Alemanya i Àustria, i a iniciar una política inclinant-se cap Alemanya que finalment el destruirien a ell personalment i a la Itàlia Feixista a la Segona Guerra Mundial.
La victòria comportà la creació de l'efímer Imperi italià, tot i que Abissínia aconseguí de nou la seva independència només 5 anys després durant la Segona Guerra Mundial al final de la campanya de l'Àfrica Oriental, conjuntament amb les forces Aliades.

## Incursió italiana
El Tractat Italoetíop de 1928 senyalava que la frontera entre la Somàlia italiana i Etiòpia era de 21 llegües paral·leles a la costa de Benadir (aproximadament a 118 km). El 1930 Itàlia construí un fort a l'oasi de Welwel ("Ual-Ual" pels italians) a l'Ogaden i amb tropes dubats somalis (tropes fronterers irregulars comandades per oficials italians) allà destinades. El fort de Welwel estava més enllà del límit de 21 llegües, i els italians s'estaven apropiant de territori etíop.
El novembre de 1934, tropes territorials etíops, escortant la comissió fronterera angloetíop, protestà contra la incursió italiana. Els membres britànics de la comissió es retirà ben aviat per evitar avergonyir Itàlia. Les tropes italianes i etíops van estar acampades molt a prop les unes de les altres.

### Topada fronterera a Wal Wal
A inicis de desembre de 1934 les tensions entre ambdós bàndols esclatà en el que passà a conèixer com "l'Incident de Wal Wal". El resultat deixà uns 150 etíops i 2 italians morts i dirigí la "Crisi Abissínia" a la Societat de Nacions.
El 4 de setembre de 1935 la Societat de Nacions exonerà ambdues parts per l'incident. El Regne Unit i França, intentant mantenir Itàlia com un aliat contra Alemanya, no van fer cap passa contra el rearmament italià. Itàlia començà ben aviat a construir les seves forces a les fronteres d'Etiòpia a Eritrea i la Somàlia italiana.
Itàlia era capaç de llançar la seva invasió sense interferències principalment a causa que tant el Regne Unit com França situaren com una alta prioritat mantenir a Itàlia com un aliat en cas que esclatessin hostilitats contra Alemanya. Amb aquesta finalitat, el 7 de gener de 1935, França signà un acord amb Itàlia donant-li essencialment una mà lliure a l'Àfrica per assegurar-se la cooperació italiana. A continuació, a l'abril, Itàlia encara s'envalentí més per ser membre del Front Stresa, un acord per fer front a l'expansionisme alemany. Al juny la no-intervenció s'assegurà encara més gràcies a la divisió política que s'havia creat entre el Regne Unit i França després de la signatura de l'Acord Naval Germanobritànic. Al final, un darrer possible aliat d'Etiòpia era Japó, que havia servit com a model per a alguns intel·lectuals etíops: l'ambaixador japonès a Itàlia, Dr. Sugimura Yotaro, el 16 de juny assegurà a Mussolini que el seu país no tenia cap interès polític a Etiòpia i que romandria neutral davant una possible guerra. Els seus comentaris suscitaren una onada de protestes al Japó, on havia una afinitat popular amb l'Imperi Africà. Malgrat l'opinió popular, quan els etíops es dirigiren al Japó per demanar ajut, el 2 d'agost van ser rebutjats: fins i tot una modesta petició al govern japonès perquè manifestés oficialment el seu suport a Etiòpia en l'imminent conflicte va ser denegada.

## Forces oposades

### Etíops/abissínies

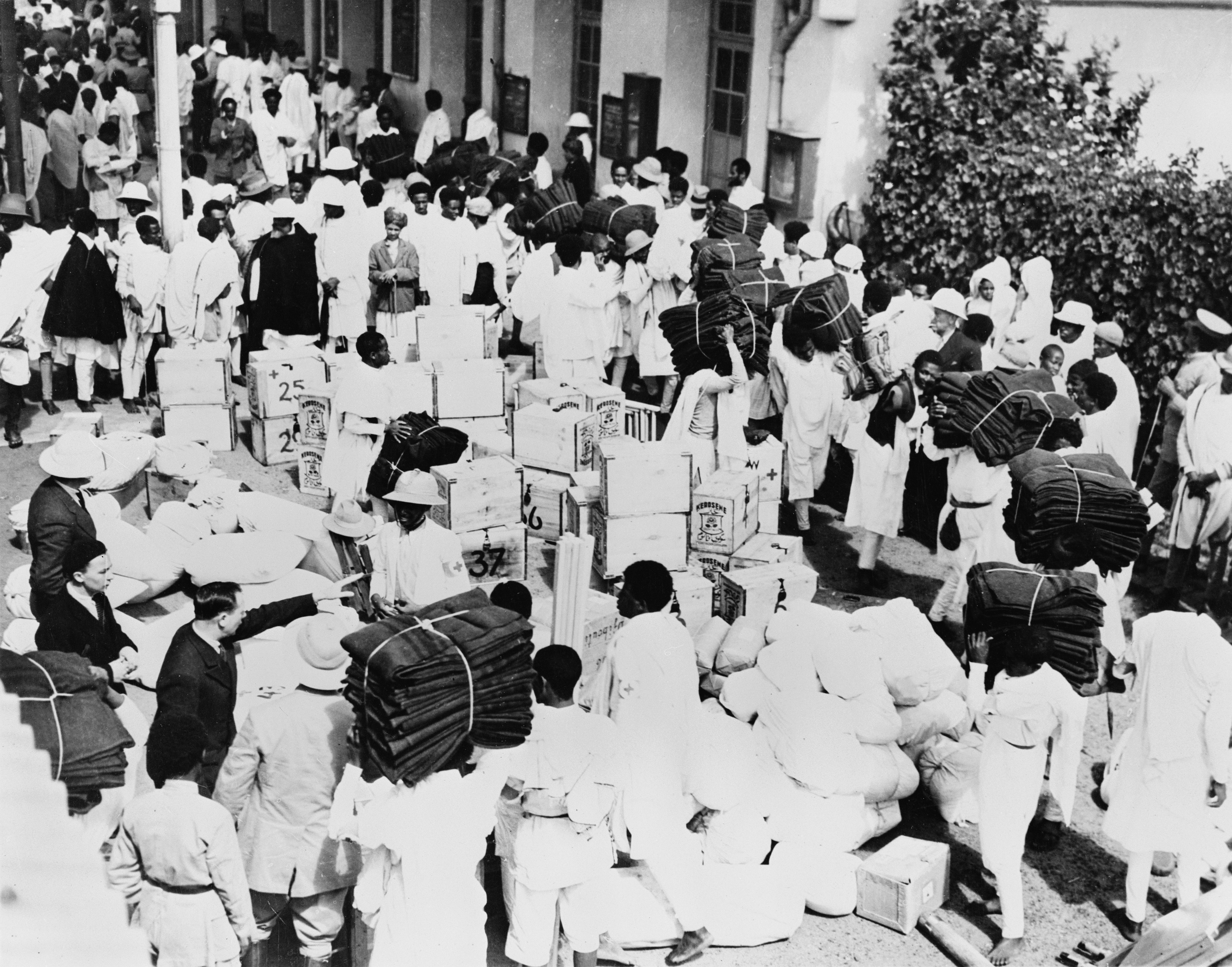
Subministraments mèdics pel front a Addis Ababa.

Amb un atac que semblava inevitable, l'Emperador Haile Selassie ordenà una mobilització general de l'exèrcit. Els seus nous reclutes consistien en gairebé 500.000 homes, molts dels quals només estaven armats amb llances i arcs. Altres soldats portaven armament més modern, incloent rifles, però molts d'aquests eren anterior al 1900.
D'acord amb les estimacions italianes, a l'alba de les hostilitats els etíops tenien un exèrcit d'entre 350.000 i 760.000 homes; però només un quart d'aquest exèrcit tenia alguna mena d'entrenament militar i els homes estaven armats amb 400.000 fusells de tota mena i en tot estat.
En general, els exèrcits etíops estaven mal equipats. Tenien unes 200 peces d'artilleria antiquades contades sobre armons rígids. També disposaven d'unes 50 peces d'artilleria antiaèria (Oerlikons de 20mm, de Schneiders 75mm i Vickers). A més disposaven d'alguns vehicles blindats muntats sobre camions de la Ford Motor Company i alguns tancs Fiat 3000 de la I Guerra Mundial.
La part útil de la Força Aèria Imperial Etíop incloïa 3 biplans Potez 25 desfasats. Entre 1934 i 1935 també s'adquiriren alguns avions de transport per emprar-los com a ambulàncies. En total, la Força Aèria estava formada per 13 avions i 4 pilots quan esclatà la guerra. Estava comandada per un pilot francès, Andre Maillet.
Les millors unitats etíops eren la Guàrdia Imperial (Kebur Zabangna). Aquestes tropes estaven ben entrenades i millor equipades que la resta de tropes etíops. La Guàrdia Imperial, però, lluïa un característic uniforme verd caqui de l'exèrcit belga, que destacava de la capa (shamma) de cotó blanc que portaven la majoria dels combatents etíops. Desafortunadament pels qui el portaven, la shama es demostrà com un molt bon objectiu.
Les habilitats dels Rases, els generals dels exèrcits etíops, oscil·laven entre relativament bé a incompetent.

### Italians

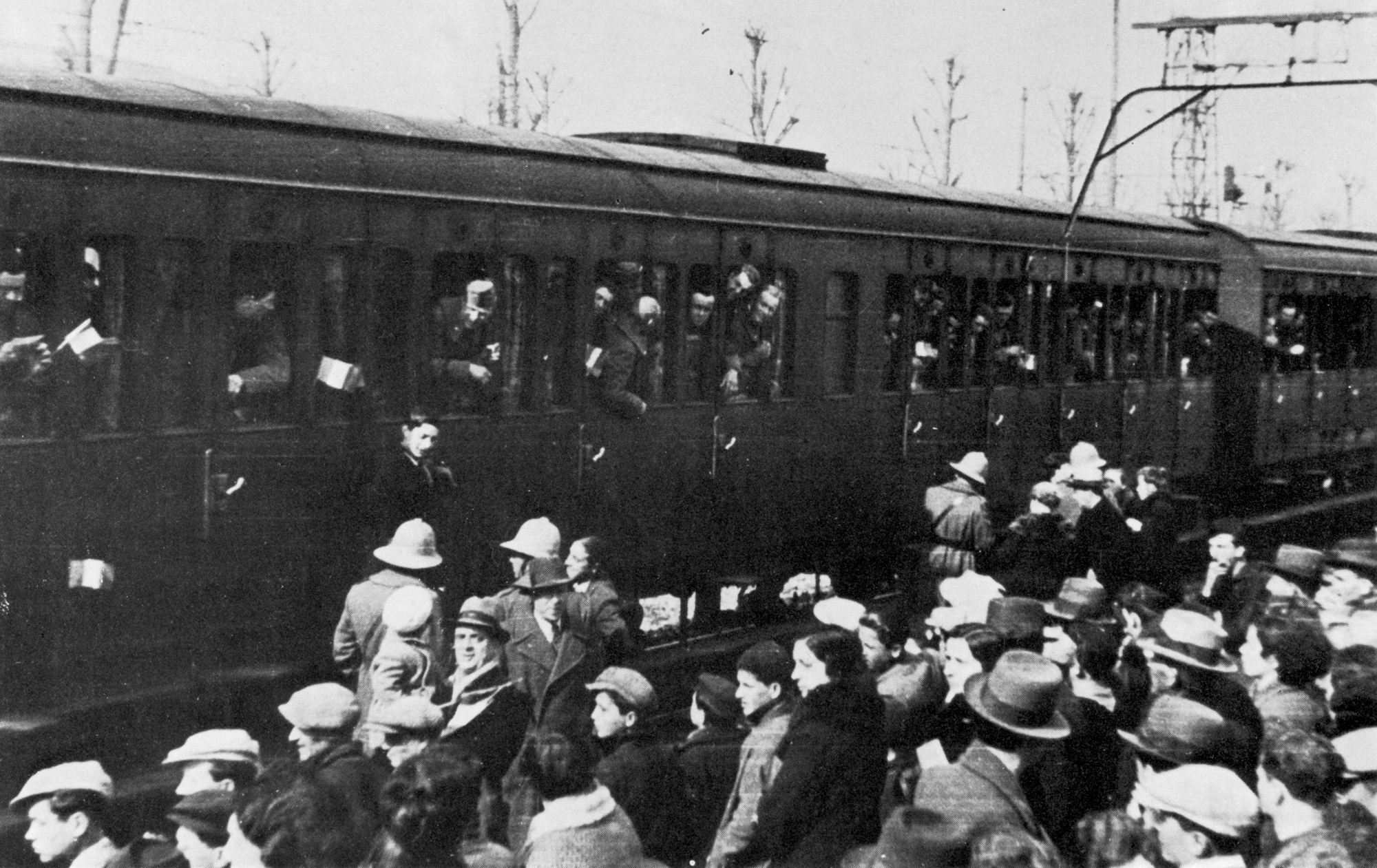
Soldats italians reclutats al 1935 a Montevarchi per lluitar a Abissínia.

L'abril del 1935, el creixement del Regio Esercito i de la Regia Aeronautica a l'Àfrica Oriental començà seriosament. En pocs mesos, arribaren a Eritrea 8 divisions de tropes regulars, de muntanya i de camises negres, a més de 4 divisions més de tropes regulars que arribaren a Somàlia. Aquestes unitats representaven 680.000 soldats. Aquesta quantitat no inclou les unitats italianes ja existents a la zona, les unitats colonials o les unitats que arribarien durant la guerra. Per exemple, abans que les noves divisions arribessin ja hi havia 400.000 soldats italians a Eritrea i 220.000 a Somàlia. L'exèrcit que s'estava formant a l'Àfrica Oriental també incloïen una gran quantitat d'unitats logístiques i de suport. Les forces italianes també incloïen 200 periodistes.
L'equipament per aquest exèrcit incloïa 6.000 metralladores, 2.000 peces d'artilleria, 595 tancs i 390 avions. Abans que arribessin, els italians ja tenien 3.300 metralladores, 275 peces d'artilleria, 200 tanquetes i 205 avions. Gràcies a la Regia Marina, els italians disposaven de tones de munició, menjar i d'altres subministraments necessaris. Els italians també disposaven de vehicles de motor per moure els subministraments i les tropes mentre que els etíops transportaven els subministraments en carros estirats per cavalls.
Durant aquesta campanya els italians descansaren enormement sobre el Cos Reial de Tropes Colonials (Regio Corpo Truppe Coloniali, o RCTC), regiments de tropes indígenes reclutades a les possessions colonials italianes a Eritrea, Somàlia i Líbia. De totes elles, les més efectives eren els askaris, infanteria nativa eritrea, que sovint eren emprats com a tropes d'avançada (patint sovint greus pèrdues). Els eritreus també aportaren unitats de cavalleria i d'artilleria. Els Penne di Falco ("Plomes de Falcó") era una prestigiosa i colorida unitat de cavalleria eritrea. Entre altres tropes del RCTC participants en la invasió d'Etiòpia havien tropes frontereres irregulars somalis, els dubats, unitats d'infanteria regular i artilleria arabo-somali i infanteria líbia.
A més de les seves pròpies tropes colonials, els italians tenien una varietat d'aliats locals semi-independents que lluitaren per ells: al nord, els Azebu Galla van ser un dels diversos grups induïts pels italians a combatre. Per diversos motius, els Galla volien escombrar els etíops que fugien. Al sud, el Sultà Olol Diinle comandà un exèrcit personal que avançà fins a l'Ogaden meridional conjuntament amb el coronel italià Luigi Frusci. El soltà volia reconquerir les terres que els etíops li havien conquerit. Les forces colonials italianes fins i tot incloïen alguns Iemenis reclutats pel golf d'Aden.

## Invasió italiana
El 28 de març de 1935 el general Emilio De Bono va ser nomenat Comandant en Cap de totes les forces armades italianes a l'Àfrica Oriental. A més, era comandant en cap de les forces que envairien des d'Eritrea, el "Front Nord". De Bono comandava una força de 9 divisions enquadrades en 3 cossos d'exèrcit: el I Cos, el II Cos i el Cos Eritreu.
El general Rodolfo Graziani estava subordinat a De Bono. Era comandant en cap de les forces que sortirien des de la Somàlia britànica, el "Front Sud". Inicialment disposava de dues divisions i d'una varietat d'unitats menors. Les seves forces incloïen una barreja d'italians, somalis, eritreus, libis i d'altres. De Bono veia la Somàlia italiana com un teatre secundari que necessitava inicialment defensar-se a si mateixos i possiblement ajudar el front principal amb amenaces d'ofensives si les forces enemigues no eren massa nombroses.
Quan començà la invasió, avions de la Regia Aeronautica llançaren pamflets entre la població cridant a la revolta contra Haile Selassie i en suport a "l'autèntic Emperador Iyasu V". De 44 anys, Iyasu havia estat deposat molts anys abans, però encara es trobava sota custòdia.

### Avanç de De Bono
A les 5:00 del 3 d'octubre de 1935, De Bono travessà el riu Mareb i s'endinsà a Etiòpia des d'Eritrea sense declaració de guerra. En resposta a la invasió italiana, Etiòpia declarà la guerra sobre Itàlia. En aquest punt de la campanya, les carreteres representaren un seriós entrebanc pels italians a mesura que travessaven la frontera: al costat italià, les carreteres havien estat construïdes fins a la frontera; mentre que al costat etíop, aquestes rutes sovint eren camins vagament definits.
El 5 d'octubre, el I Cos italià capturà Adigrat i, el 6 d'octubre, Adwa també va ser capturada pel II Cos. Haile Selassie havia ordenat al Duc (Ras) Seyoum Mangasha, comandant de l'Exèrcit de Tigre, a retirar-se a un dia de marxa del riu Mareb. Posteriorment, l'Emperador ordenà al Comandant de la Porta (Dejazmach) Haile Selassie Gugsa, també a la zona, a retrocedir 55 i 35 milles de la frontera.
L'11 d'octubre, el Dejazmach Haile Selassie Gugsa i 1.200 dels seus seguidors es rendiren al comandant del post italià d'Adagamos. De Bono notificà a Roma i al Ministeri d'Informació de manera exagerada la importància de la rendició. Haile Selassie Gugsa era el fillol de l'Emperador Haile Selassie. Però menys d'una desena part de l'exèrcit de Dejazmach desertà amb ell.
El 14 d'octubre, De Bono publicà una proclama ordenant la supressió de l'esclavatge. Però, després d'unes setmanes va haver d'escriure: "Estic obligat a dir que la proclama no ha tingut molt efecte entre els propietaris d'esclaus i potser encara menys entre els esclaus alliberats. Molts d'aquests, tot just acaben de ser alliberats, es presenten a les autoritats italianes preguntant: 'I ara qui em donarà menjar?'" Els mateixos etíops havien intentar abolir l'esclavatge, però només en teoria. Tots els emperadors etíops des de Tewodros II havien fet realitzat proclames "superficials" per aturar l'esclavatge, però mai amb cap efecte real. Només amb la proclamació italiana del seu Imperi a l'estiu de 1936, l'esclavatge va ser abolit totalment i efectivament a Etiòpia.
El 15 d'octubre, les tropes de De Bono avançaren des d'Adwa per a una sanguinolenta ocupació de la capital Axum. El general De Bono entrà a la ciutat cavalcant triomfant sobre un cavall blanc. Malgrat això, els italians saquejaren l'obelisc d'Axum.
L'avanç de De Bono continuà metòdicament i, davant la consternació de Mussolini, una mica lentament. El 8 de novembre, el I Cos i el Cos Eritreu capturaren Makale, rebent la benvinguda de la població local.
Això es demostrà com un límit de fins a quin punt els invasors italians podien avançar sota el comandament de De Bono. El 16 de novembre, De Bono va ser promogut al rang de Mariscal d'Itàlia, però al desembre va ser substituït pel Mariscal Pietro Badoglio a causa de la naturalesa lenta i cauta de l'avanç de De Bono. Al novembre l'empresonat emperador Iyasu va morir en circumstàncies indeterminades.

### L'ofensiva de Nadal etíop
Haile Selassie decidí provar aquest nou comandant amb una ofensiva. En el que es conegué com l'Ofensiva de Nadal etíop tenia com els seus objectius la divisió de les tropes italianes al nord amb el centre etíop, cruixint l'esquerra italiana amb la dreta etíop, i envaïa Eritrea amb l'esquerra etíop. El Ras Seyoum Mangasha ocupà la zona del voltant d'Abbi Addi amb uns 30.000 homes. El Ras Imru Haile Selassie, amb 40.000 homes, avançà des de Gojjam cap a Mai Timket cap a l'esquerra del "Ras" Seyoum. El Ras Kassa Haile Darge, amb 40.000 soldats avançà des de Sessie en suport del Ras Seyoum al centre per avançar cap a Wariieu Pass. El Ras Mulugeta Yeggazu, ministre de la guerra, avançà des de Dessie amb 80.000 homes per prendre posicions a Amba Aradam, a la dreta del Ras Seyoum. Amba Aradam era steep sided, flat topped mountain enmig del camí que havien de fer els italians cap a Addis Ababa.
Els quatre comandants tenien aproximadament 190.000 homes davant dels italians. El Ras Imru i el seu Exèrcit de Shire es trobaven a l'esquerra etíop. El Ras Seyoum i el seu Exèrcit de Tigre i el Ras Kassa i el seu Exèrcit de Beghemder estaven al centre etíop. El Ras Mulugeta i l'Exèrcit del Centre (Mahel Sefari) es trobaven a la dreta. Una força de 1.000 etíops travessaren el riu Tekeze i avançaren cap al Pass Dembeguina. El comandant italià, Major Criniti, comandà una força de 1.000 eritreus amb el suport de tancs L3. Quan els etíops atacaren, la força de Criniti caigueren sobre el pas, només per descobrir que 2.000 soldats etíops l'havien ocupat. La força de Criniti va quedar encerclada i rebent foc de tot arreu. En el primer atac etíop, dos dels oficials del major Criniti van morir, i el mateix Criniti va morir. La força de Criniti intentà emprar els seus tancs L3 per fugir, però el terreny aspre immobilitzà els vehicles. Els etíops masacraren la infanteria, treparen sobre els tancs i mataren les tripulacions. Les tropes italianes organitzaren una columna de relleu formada de tancs i infanteria per rellevar el major Cririni, però va caure en una ambaixada etíop. Els etíops ocuparen les roques altes de davant i darrere dels tancs, immobilitzant-los. Els etíops van sorprendre la infanteria eritrea, i assaltaren els tancs. La resta de tancs van quedar immobilitzats pel terreny i van veure's incapaços de seguir avançant. Els etíops van aconseguir incendiar dos d'aquests tancs. Mentrestant, la força del major Critini aconseguí una sortida, després que ordenés a les tropes que fixessin les baionetes i carreguessin. Gairebé la meitat de la força va morir durant el combat ferotge, però la resta aconseguí fugir de l'encerclament etíop. Els etíops reclamaren haver mort 3.000 soldats eritreus durant l'ofensiva de Nadal.

#### Període negre de la guerra
L'ambiciós pla etíop, segons el qual el Ras Kassa i el Ras Seyoum havien de partir en dos l'exèrcit italià i havien d'aïllar el I Cos i el III Cos a Makale. El Ras Mulugeta llavors baixaria des de Amba Aradam i destruiria ambdós cossos. D'acord amb aquest pla, després que el Ras Imru reconquerís Adwa, hauria d'envair Eritrea.
Al novembre, la Societat de Nacions condemnà l'agressió italiana i imposà sancions econòmiques.

#### Hoare-Laval
A inicis de desembre de 1935, el Pacte Hoare-Laval va ser proposat per Gran Bretanya i França. D'acord amb aquest pacte, Itàlia guanyaria les millors zones d'Ogaden i Tigray. Itàlia també guanyaria influència econòmica sobre la regió septentrional d'Abissínia. Pel seu costat, Abissínia tindria garantit un corredor fins al mar i el port d'Assab; però, el corredor era pobre i se'l conegué com un "corredor de camells". Mussolini va estar a punt d'acceptar el pacte, però esperà alguns dies per veure l'opinió pública. El 13 de desembre, es filtraren detalls del pacte des d'un diari francès i va ser denunciat com una traïció als abissinis. El govern britànic es desassocià del pacte, però tant els representants britànics i francesos relacionats amb el pacte va haver de dimitir.

#### Gas verinós
L'ofensiva etíop finalment va ser aturada gràcies a la superioritat italiana en armament modern, com les metralladores o l'artilleria pesant.
Però, després de l'assassinat del pilot italià Tito Minniti, que havia estat abatut, Badoglio demanà permís per usar armes químiques com el gas mostassa. Mussolini afirmà que el gas emprat no era letal, només una barreja de gas lacrimogen i gas mostassa (aquest gas només era letal en només un 1% dels casos; la seva efectivitat era com agent incapacitador)
| « | Els italians intentaren justificar el seu ús d'armes químiques citant l'excepció de les restriccions dels Protocols de Ginebra que referenciaven com a acceptable el seu ús per a represàlies contra actes il·legals de guerra. Afirmaren que els etíops havien torturat o matat els seus presoners o soldats ferits. | » |

Els italians llançaren el gas verinós mitjançant projectils de metralla especials i bombarders de la Força Aèria. Mentre que els mal equipats etíops experimentaren alguns èxits contra l'armament modern, no van entendre la "pluja terrible que cremava i matava". Es donà permís a fer servir-lo perquè els etíops usaven bales Dum-dum (la III Declaració de la Convenció de 1899 de la Haia prohibia l'ús de les bales Dum-dum, que fàcilment explotaven dins del cos) contra els italians des de l'inici de la guerra: això provocà la venjança dels italians, que usaren el gas contra els etíops als darrers mesos de la guerra.
Altrament, molts italians (com Indro Montanelli, corresponsal de guerra que afirmà que els soldats italians no usaven màscares antigas durant la guerra) afirmaren que no s'havia fet servir gas (només era útil per la propaganda anti-italiana etíop) i, si s'hagués emprat, va ser en quantitats molt minses.

### Avenç renovat italià al nord
A mesura que el progrés de l'Ofensiva de Nadal s'alentia, els plans italians per renovar l'avanç al front nord s'acceleraren. A més de rebre l'autorització de Mussolini a usar el gas verinós (però no la iperita), Badoglio rebé més tropes terrestres. A principis de 1936 arribaren a Eritrea el III i el IV Cos italians.
Durant aquests mesos tingueren lloc 3 sagnants batalles:
- del 20 al 24 de gener tingué lloc la Primera Batalla de Tembien, que finalitzà amb una victòria decisiva italiana, però l'amenaça de Ras Kassa sobre el I i el III Cossos no quedà neutralitzada
- del 10 al 19 de febrer, es va combatre la batalla d'Amba Aradam, que acabà amb una victòria italiana decisiva i la destrucció de l'exèrcit de Ras Mulugeta.
- del 27 al 29 de febrer va tenir lloc la Segona Batalla de Tembien, amb una victòria decisiva italiana i la destrucció dels exèrcits del Ras Kassa i del Ras Seyoum.

El 20 de gener els italians reprengueren la seva ofensiva del nord amb la Primera Batalla de Tembien al terreny accidentat entre el Pas de Warieu i Makale. El combat es demostrà inconclús i, el 24 de gener, la batalla acabà en taules, però mentre que els etíops havien patit 8.000 baixes, els italians només 10. Però, tot i els intents i propostes, l'amenaça de l'Ofensiva de Nadal acabà. Els etíops no van fraccionar l'exèrcit italià i mai no van envair Eritrea.
Mentre que Graziani ja ho havia ho havia fet durant la batalla de Genale Doria al front sud, va ser durant la Primera Batalla de Tembien que Badoglio estrenà al front nord l'ús del fosgen com a arma. Sobre la suposada "amenaça" etíop sobre Makale i l'ús resultant del gas verinós, Haile Selassie va dir:
Va ser a l'època quan tenien lloc les operacions d'encerclament de Makale que el comandament italià, tement una derrota, procediren amb el que ara és la meva obligació de denunciar al món. S'instal·laren pulveritzadors especials a bord dels avions per tal que poguessin vaporitzar, sobre grans zones de territori, una pluja fina i mortal. Grups de 9, 15, 18 avions seguien un darrere l'altre per tal que la boira que llançaven formés una làmina contínua. Va ser així que, a partir de finals de 1936, soldats, dones, nens, bestiar, rius, llacs i pastures van quedar contínuament xops amb aquesta pluja mortal. Per matar sistemàticament totes les criatures vives, per enverinar de manera més segura les aigües i les pastures, el comandament italià va fer que els seus avions passessin una vegada i una altra. Aquest va ser la seva principal manera de fer la guerra.
A inicis de febrer, els italians capturaren Amba Aradam i destruïren l'exèrcit del Ras Mulugeta a la batalla d'Enderta. La batalla a terra s'inclinava a favor dels italians, amb els etíops patint enormes pèrdues. L'ús del gas verinós destruí una petita part de l'exèrcit del Ras Mulugeta, d'acord amb els etíops. Durant la massacre que seguí l'intent de retirada del seu exèrcit, tant Ras Mulugeta el com el seu fill van resultar morts. Els italians van patir 800 morts, mentre que els etíops en van patir 6.000 morts i 12.000 ferits.
A finals de febrer, els italians destruïren els exèrcits del Ras Kassa i del Ras Seyoum a la segona batalla de Tembien. Els etíops també argumentaren que el gas verinós tornà a tenir un paper en la destrucció dels seus exèrcits en retirada.
A inicis de març, l'exèrcit del Ras Imru va ser atacat, bombardejat i derrotat en el que es coneix com la batalla de Shire. Malgrat la resistència, els italians esclafaren aquell exèrcit: els italians només patiren 10 baixes contra unes 10.000 etíops.
El 31 de març de 1936 a la batalla de Maychew, els italians derrotaren la contraofensiva etíop, llançada pel principal exèrcit etíop comandat pel mateix Emperador Hailse Selassie. Els etíops, inferiors en nombre, no van poder superar les defenses ben preparades pels italians. Durant un dia els etíops llançaren atacs continus sobre els defensors italians i eritreus, fins que van acabar exhausts. La Regia Aeronautica acabà amb el que quedava de l'exèrcit de Haile Selassi en atacar els supervivents al llac Ashangi amb gas mostassa. Els italians patiren 400 baixes, els eritreus 873, i els etíops, 11.000. El 4 d'abril, Haile Selassie veié amb desesperació els cadàvers del seu exèrcit que envoltaven el llac enverinat.

### El front Sud
El 3 d'octubre de 1935, Graziani implementà el seu "Pla Milà". Els objectius limitats del seu pla eren eliminar les tropes etíops de diversos llocs fronterers per provar la reacció a una sèrie d'investigacions per tot el front sud. Mentre que les pluges incessants amenaçaven d'enfonsar el pla, en menys de 3 setmanes els pobles de Kelafo, Dagnerai, Gerlogubi i Gorahai estaven en mans italianes.
Aquell mateix any, la iniciativa al front sud es girà contra els etíops, com havia succeït al front nord. El Ras Desta Damtu formà el seu exèrcit a la zona al voltant de Negele Boran amb l'objectiu d'avançar cap a Dolo i envair la Somàlia italiana. Entre el 12 i el 16 de gener de 1936, els italians derrotaren l'exèrcit en la batalla de Genale Doria. Realment va haver molt poca lluita a terra, car Graziani emprà principalment la Regia Aeronautica i, segons els etíops, també amb l'ajut del gas verinós per destruir l'exèrcit del Ras Desta.
Després d'una pausa al febrer de 1936, els italians al sud prepararen un gran avanç cap a la ciutat de Harar. El 22 de març, la Regia Aeronautica bombardejà Harar i Jijiga com a preludi. Ambdues ciutats van ser reduïdes a runes, tot i que Harar havia estat declarada "ciutat oberta".
El 14 d'abril, Graziani llançà el seu atac contra el Ras Nasibu Emmanual per derrotar el darrer exèrcit que quedava als etíops. Aquest atac va ser conegut com la batalla de l'Ogaden. Els etíops van muntar una línia defensiva anomenada la "Muralla Hindenburg", anomenada així pel cap de l'estat major del Ras Nasibu, Wehib Pasha, un antic comandant otomà. Déu dies després que s'haguessin iniciat els combats, el darrer exèrcit etíop va quedar desintegrat. 200 soldats italians i 15.000 d'etíops estaven morts o ferits.
El 2 de maig, Graziani demanà permís de Mussolini per bombardejar el tren de Haile Selassie quan descobrí que aquest havia abandonat Addis Ababa amb el Ferrocarril Imperial. Però el Duce denegà el permís, permetent que Selassie escapés a Europa.

### Marxa de la Voluntat de Ferro
El 26 d'abril de 1936, quan Badoglio llançà la seva "Marxa de la Voluntat de Ferro", des de Dessie fins Addis Ababa, sense trobar cap mena de resistència significativa etíop. A causa d'aquesta mancança de resistència, s'arriscà a avançar amb una columna mecanitzada.
A primeres hores del 2 de maig, Haile Selassie pujà a un tren per dirigir-se a Djibouti, amb tot l'or del tresor del Banc Central Etíop. Des d'allà volà fins a Anglaterra (els italians van permetre-li fer-ho, car podrien haver bombardejat, bloquejat o destruït el seu tren) i a l'exili. Abans de la seva partença, Haile Selassie ordenà que el govern etíop es traslladés a Gore, i a l'alcalde d'Addis Ababa l'encarregà que mantingués l'ordre a la ciutat fins a l'arribada dels italians, i nomenà al Ras Imru Haile Selassie com el seu regent durant la seva absència. La policia de la ciutat, sota Abebe Aregai, i la resta de la Guàrdia Imperial van fer el que van poder davant una població cada cop més revoltada; però ja el primer dia s'abandonaren els intents. Aviat els revoltats van prendre el control: van per la ciutat, assaltant i incendiant botigues propietat dels europeus.

## El final
La força de Badoglio penetra a Addis Ababa el 5 de maig i restaurà l'ordre. Tot i que no hi havia hagut una rendició formal, la Segona Guerra Italoetíop havia acabat; i l'1 de juny Itàlia annexionà oficialment Etiòpia amb Eritrea i la Somàlia Italiana, anomenant-ho tot Africa Orientale Italiana ("Àfrica Oriental Italiana")
Però no va ser fins al 18 de desembre de 1936 en que el Ras Imru es rendí finalment als italians, prop del riu Gojeb. A continuació, Itàlia declarà "pacificat" el país: alguns líders etíops com Dejazmach Gebrehiwet Michael, Dejazmach Amde Ali, Dejazmach Ayalew Birru, Dejazmach Habtemichael, Afework Gebreyesus, Mengesha Wube i alguns caps locals començaren a col·laborar amb els italians el 1937.

### La perspectiva italiana: "Sereu dignes d'ella?"
El Rei-Emperador Víctor Manuel III saludà el poble des del Palau del Quirinal. Mesos abans, quan començà l'aventura italiana, va dir a un amic: "Si guanyem, seré el Rei d'Abissínia. Si perdem, seré el Rei d'Itàlia."
"Imperatore! Imperatore! Salute Imperatore!" (Emperador! Emperador! Saludeu l'Emperador!) corejava la gent quan el Rei, vestit amb l'uniforme de l'Exèrcit, sortí a la balconada. El primer Emperador a Roma en 1.460 anys aixecà la mà fins al visor de la gorra i no va dir res. La reina Helena no va sortir. Estava al llit amb un dit del peu trencat després de caure d'una escala a la biblioteca mentre que buscava un llibre.
Mentre que el rei-emperador estava callat, el dictador feixista Benito Mussolini no ho estava pas. Quan Mussolini anuncià la victòria des del balcó del Palazzo Venezia de Roma, la població italiana estava exultant. Des del seu balcó, Mussolini proclamà:
"Durant els trenta segles de la nostra història, Itàlia ha conegut molts moments solemnes i memorables. Aquest és inqüestionablement un dels més solemnes i més memorables. Poble d'Itàlia, poble del món, la pau ha estat restaurada."
La gent no el deixaven marxar, havent de sortir fins en 10 ocasions al balcó per saludar, mentre que els nens de diverses organitzacions juvenils feixistes cantaven el recentment compost "Himne de l'Imperi" (Inno dell'impero)."
Quatre dies després, la mateixa es repetiria quan il Duce anuncià en un discurs sobre "l'espasa brillant" i els "fatals turons de Roma":
"Finalment Itàlia té el seu imperi". I afegí: "Els italians han creat un imperi amb la seva sang. El fertilitzaran amb el seu treball. El defensaran contra qualsevol amb les seves armes. En sereu dignes?"
Aquest va ser el moment de glòria per a Mussolini. Sabia que Itàlia estava unida al seu voltant com mai no ho havia estat abans. Sabia que l'exultació que veia era genuïna. I semblava que els italians tenien una bona causa per la joia. Itàlia havia conquerit un enorme territori amb grans riqueses materials... riqueses magnificades per la propaganda italiana. El feixisme mai no havia estat tan popular i els clams de la victòria militar ofegà els murmuris de les queixes sobre alguns problemes econòmics subjacents.

### La perspectiva etíop: "Serà el vostre demà"

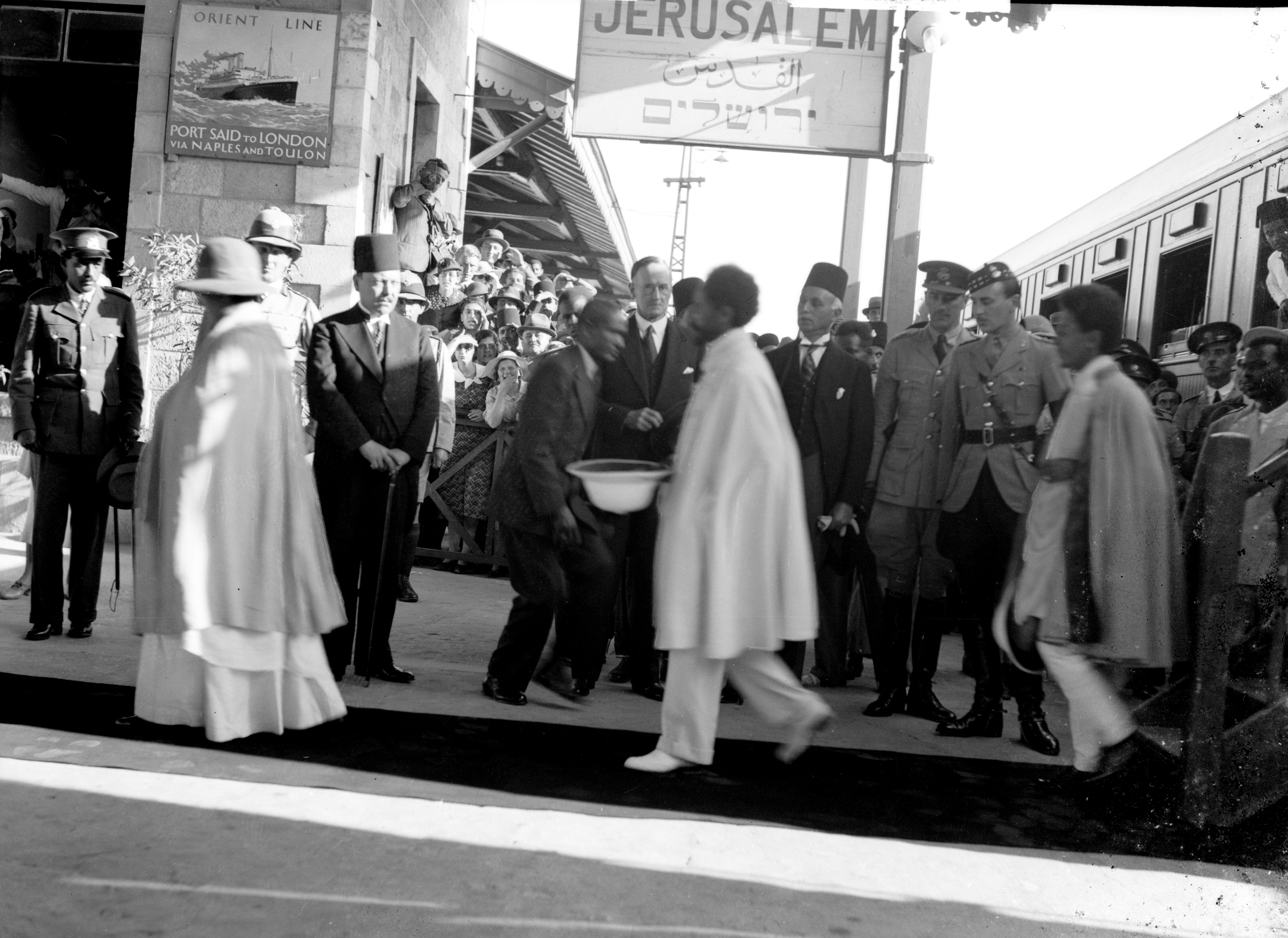
Haile Selassie passà per Jerusalem camí del seu exili a Anglaterra.

Mentre que els italians feien festa a Roma, Haile Selassie travessava el mar Roig a bord del creuer britànic HMS Enterprise. El 4 de maig va salpar de Djibouti, dirigint-se cap al Mandat britànic de Palestina en el seu periple vers Anglaterra via Gibraltar. Dos dies després d'arribar a Jerusalem, Haile Selassie envià un telegrama a la Societat de Nacions on deia:
Hem decidit portar al final la guerra més desigual, més injusta i més bàrbara de la nostra història, i hem preferit el camí de l'exili per tal que el nostre poble no sigui exterminats i per consagrar-nos absolutament i en pau a la preservació de la independència del nostre imperi... ara demanem a la Societat de Nacions que continuï els seus esforços per assegurar respecte de l'aliança, i que ha de decidir no reconèixer l'extensió territorial, o l'exercici d'una sobirania assumida, resultant del recurs il·legal de la força armada i de nombroses violacions més dels acords internacionals.
El telegrama de l'emperador etíop causà que diverses nacions no reconeguessin la conquesta italiana.
El 30 de juny, Haile Selassie parlà a la Societat de Nacions, sent introduït pel President de l'Assemblea com "Sa Majestat Imperial, l'Emperador d'Etiòpia" ("Sa Majesté Imperiale, l'Empereur d'Ethiopie"). Com a resposta, un grup de periodistes italians començaren a cridar i a insultar, havent de ser expulsats abans que Haile Selassie pogués parlar. El President romanès, Nicolae Titulescu, va saber reaccionar davant l'espectacle dels periodistes italians. S'alça i cridà "A la porta amb els salvatges!" ("A la porte les sauvages!")
Haile Selassie donà un discurs stirring denunciant les accions italianes i criticant la comunitat internacional per la seva inactivitat. Com a conclusió del seu discurs, que aparegué a notícies de tot el món, advertí que:
"És el nostre avui. Serà el vostre demà."

### Resposta internacional
La resposta internacional a la invasió italiana va ser diversa. Mentre que encara ressonava el discurs que havia pronunciat Haile Selassie davant la Societat de Nacions, la seva resolució pel cos mundial a negar el reconeixement de la conquesta italiana va ser denegat. A més, no se li garantí un fons per finançar un moviment de resistència. El 4 de juliol de 1936, la Societat de Nacions votà per finalitzar les sancions contra Itàlia al novembre de 1935. El 15 de juliol s'aixecaren les sancions.
El 18 de novembre de 1936 l'Imperi del Japó va reconèixer oficialment l'Imperi Italià. A canvi, Itàlia reconegué l'ocupació japonesa de Manxúria.
La invasió italiana d'Etiòpia significà que acabava el Front de Stresa. El dictador alemany Adolf Hitler donà el seu suport a la invasió italiana abans que aquesta comencés. En canvi, França i el Regne Unit reconegueren el control italià sobre Etiòpia el 1938.
Mèxic va ser l'únic país que condemnà enèrgicament la sobirania italiana sobre Etiòpia, respectant la independència etíop durant tot el temps de l'ocupació. Mèxic era un dels 5 únics països que el 1937 no reconegueren l'ocupació italiana, juntament amb Xina, Nova Zelanda, la Unió Soviètica i els Estats Units; però tres anys després només l'URSS de Stalin reconeixia oficialment a Selassie, mentre que el govern dels Estats Units estava considerant reconèixer l'Imperi Italià amb Etiòpia inclosa.

## Després de la batalla
El 10 de maig de 1936, les tropes italianes a Etiòpia dels fronts Nord i Sud es trobaren a Dire Dawa. Allà, els italians trobaren el recentment alliberat Ras, Hailu Tekle Haymanot, que s'apropava als italians en submissió.
Per un altre costat, els lleials als Ras Imru Haile Selassie retrocediren fins a Gore, al sud del país, per reorganitzar-se i continuar la resistència contra els italians. Graziani va tornar a Itàlia al novembre i va ser substituït pel Duc d'Aosta. Tigray va ser feta part d'Eritrea i Ogaden de Somàlia.
La Gran Bretanya i França reconegueren la sobirania d'Etiòpia mitjançant un tractat a l'abril de 1938 (durant l'ocupació els italians construïren 4.000 kilòmetres de carreteres; l'exèrcit d'ocupació italià de 150.000 homes es demostrà molt petit al país, i el 1941 ja hi havia 250.000 soldats, incloent 75.000 civils). L'anterior cap de la policia d'Addis Ababa, Abebe Aregai, va ser el líder del moviment de guerrilla etíop de més èxit a partir de 1937, usant unitats de 50 homes.

### Badoglio i Graziani
A inicis de juny, Roma promulgà una constitució portant a Etiòpia, Eritrea i la Somàlia Italiana en una única unitat administrativa dividida en sis províncies. La unitat administrativa va ser coneguda com l'Àfrica Oriental Italiana (Africa Orientale Italiana, o AOI). El Mariscal Pietro Badoglio va ser nomenat primer Virrei i Governador General de la nova colònia italiana; però només ocupà breument aquests càrrecs, i l'11 de juny, va ser rellevat per Rodolfo Graziani, recent promogut també a Mariscal.
Al juliol, algunes forces etíops encara intactes després de la guerra, es reuniren i llançaren un atac sobre Addis Abada. Les diverses forces atacants i els comandants fugiren després que l'atac acabés en un fracàs (car fins i tot la població local donà suport als italians, que havien portat menjar i acabat definitivament amb l'esclavatge per llei). Nombrosos membres de la reialesa etíop van ser fets presoners. D'altres membres van ser executats poc després que s'haguessin rendit. Tres fills del Ras Kassa van ser executats com a rebels. El 19 de desembre, Wondosson Kassa va ser executat prop de Debre Zebit. El 21 de desembre Aberra Kassa i Asfawossen Kassa van ser executats a Fikke. A finals de 1936, després que els alemanys l'haguessin rastrejat a Gurage, Dejazmach Balcha Safo va ser mort resistint al final. També el 19 de desembre el Ras Imru Haile Selassie es rendí després de ser a la riba nord del riu Gojeb. La seva captura també comportà el final d'un primerenc moviment de resistència conegut com els Lleons Negres. El Ras Imru va ser enviat a Itàlia i empresonat a l'illa de Ponça.

Les sis províncies de l'Àfrica Oriental Italiana.

Al desembre, Graziani declarà que tot el país ja havia quedat pacificat i es trobava sota control italià. Malgrat això, el moviment de resistència etíop continuà. L'ocupació va estar marcada per una recorrent campanya de guerrilles contra els italians, seguides de les represàlies italianes. Les represàlies, d'acord als etíops, inclogueren atacs amb gas mostassa contra els rebels i les execucions sumàries de presoners. Però, al costat italià, després d'inicis de 1937 el nombre d'etíops que s'enrolaven a les forces colonials italianes anava en augment.
El 18 de febrer de 1937 va tenir lloc un intent fallit d'assassinat contra Graziani. Durant una cerimònia pública al Palau del Virrei a Addis Ababa (l'antiga residència imperial), Abraha Deboch i Moges Asgedom intentaren assassinar Graziani amb diverses granades. Els guàrdies de seguretat italians dispararen indiscriminadament contra la massa de civils. Durant les setmanes següents les autoritats colonials executaren unes 30.000 persones com a represàlia, incloent gairebé la meitat de la joventut educada del país.
El 24 de febrer, el Ras Desta Damtew va ser executat després de ser capturat. Al desembre havia estat des de la seva base d'operacions a Irgalem. El Dejazmach Beyene Merid tot just havia unit forces amb ell i també va ser mort.
L'11 de desembre, la Societat de Nacions votà per condemnar a Itàlia i, com a resultat, Mussolini retirà el país de l'organització. A més d'ocasionar la condemna a l'escenari mundial, la nova colònia es demostrà molt cara de mantenir. El pressupost per a l'Àfrica Oriental Italiana entre 1936 i 1937 requerí que Itàlia enviés 19.136.000 milions de lires per crear les infraestructures necessàries per a la colònia. En aquells moments, els ingressos totals anuals italians eren només de 18.581 bilions de lires.

### El Duc d'Aosta

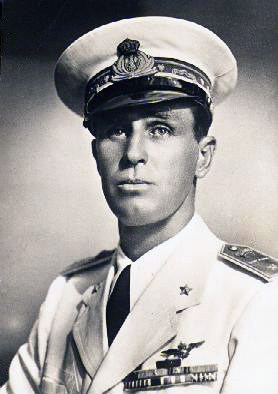
El Duc d'Aosta.

Al final, les dures polítiques de Graziani no pacificaren en país. El 21 de desembre de 1937, Roma nomenà a Amadeu, 3r Duc d'Aosta com a nou Virrei i Governador General de l'Àfrica Oriental Italiana, donant-li instruccions que adoptés una línia més flexible. Paral·lelament es portaren a terme grans projectes d'obra pública. Un dels resultats va ser la construcció per tot el país d'una xarxa millorada de carreteres. En total, el Duc portà a terme un programa de millora progressiva que va incloure 3.000 km de carreteres pavimentades noves, 25 hospitals, 14 hotels, dotzenes d'oficines de correus, estacions telefòniques, aqüeductes, escoles i botigues.
Els italians decretaren que el mestissatge era il·legal. La separació racial, incloent la segregació residencial, va ser portada a terme tant com va ser possible. A més, els italians mostraren favoritisme vers les ètnies no-cristianes, com els oromos, els somalis i d'altres grups musulmans (diversos dels quals havien donat suport a la invasió italiana. Intentant aïllar els dominants amhares, que dirigien Etiòpia i que havien donat suport a Haile Selassie, els italians donaren als oromo, als somalis i als altres grups musulmans autonomia i drets. Els italians també aboliren definitivament l'esclavatge i eliminaren les lleis feudals dels amharas.
A inicis de 1938 esclatà una revolta a Gojjam dirigida pel Comitè d'Unitat i Col·laboració, creat per alguns membres de l'elit jove i educada que havien escapat de les represàlies després de l'atemptat contra Graziani. Però el 1939 els Ras Sejum Mangascià, Ghetacciù Abaté i Kebbedé Guebret acceptaren l'Imperi Italià i la guerrilla etíop caigué a un nivell mínim. La darrera zona en mans de la guerrilla a inicis de 1940 era als voltants del llac Tana i el Gojjam meridional, sota el lideratge de Mangascià Giamberè i Belay Zelleke.
La invasió d'Etiòpia i la condemna general que rebé per part de les democràcies occidentals tendiren a aïllar cada cop més a Mussolini i a la Itàlia feixista. Entre 1936 i 1939, després d'Etiòpia, Mussolini i Hitler uniren forces a Espanya durant la Guerra Civil Espanyola. L'abril del 1939, Mussolini llançà la invasió italiana d'Albània. Al maig, Itàlia i l'Alemanya Nazi s'aliaren mitjançant el Pacte d'Acer. El setembre del 1940, ambdues nacions signaren el Pacte Tripartit juntament amb l'Imperi del Japó.

### Final de l'Àfrica Oriental Italiana
El 10 de juny de 1940 Mussolini entrà a la II Guerra Mundial, unint-se a Hitler com el seu aliat de l'Eix. Com a resultat, la colònia de l'Àfrica Oriental Italiana va tenir una existència efímera. Inicialment, els italians atacaren les tropes britàniques i de la Commonwealth al Sudan, Kenya i la Somàlia britànica. A l'agost, els italians travessaren la Somàlia britànica obligant als britànics a retirar-se. Però a finals de 1941, durant la campanya de l'Àfrica Oriental, Etiòpia va ser alliberada del control italià per una combinació de tropes britàniques, de la Commonwealth, franceses lliures, belgues lliures i etíops.
Mentre que es trobava a l'exili d'Anglaterra, Haile Selassie havia intentat guanyar-se el suport de les democràcies occidentals per a la seva causa; però no va tenir èxit fins que no va esclatar la guerra. Durant la guerra, els britànics i l'emperador etíop buscaren cooperar amb els etíops i amb altres forces locals en una campanya per expulsar els italians d'Etiòpia. Haile Selassie es dirigí fins a Khartoum, on es formà un enllaç més proper entre el quarter general britànic i les forces de resistència a Etiòpia.
El 18 de gener de 1941, l'emperador Selassie travessà la frontera etíop prop del poble d'Um Iddla. Dos dies després l'emperador s'uní a la Força Gedeó, una petita força regular africana comandada per britànics. L'estendard del Lleó de Judà tornà a onejar. El 5 de maig, l'emperador i un exèrcit de tropes lliures etíops entraren a Addis Ababa. Després de la derrota italiana, les tropes victorioses van haver de fer front a una guerra de guerrilles portada a terme per romanents de tropes italianes i els seus aliats, i que només acabà al darrer trimestre de 1943 després de l'rendició formal d'Itàlia.
Entre altres coses, el Tractat de Pau amb Itàlia signat entre la República Italiana i les Potències victorioses a la II Guerra Mundial el 10 de febrer de 1947 a París, incloïa el reconeixement formal d'Itàlia de la independència etíop i un acord de pagar $25.000.000 com a reparacions. Etiòpia esdevingué de nou un país independent, i Haile Selassie va ser restaurat com el seu líder. En el moment d'aquest tractat, Etiòpia presentà a Itàlia una factura pels danys causats durant el transcurs de l'aventura colonial de Mussolini. Reclamaven la pèrdua de 2.000 esglésies, 525.000 cases i la massacre i/o confiscació de 6 milions de caps de bestiar, 7 milions d'ovelles i cabres, un milió de cavalls i mules i 700.000 camells. La factura presentada a la Comissió Econòmica per a Itàlia pujà a £184.746.023.
A més, els etíops informaren d'aquestes pèrdues humanes:
- 275.000 combatents morts en combat
- 78.500 patriotes morts durant l'ocupació (1936-1941)
- 17.800 civils morts durant els bombardeigs
- 30.000 massacrats al febrer de 1937
- 35.000 morts als camps de concentració
- 24.000 patriotes executats pels tribunals sumaríssims
- 300.000 morts a causa de les privacions a causa de la destrucció dels seus pobles

El total va ser de 760.300 persones mortes. Òbviament els italians es dissentiren per aquestes quantitats, argumentant que les baixes etíops només eren la meitat.

## Atrocitats

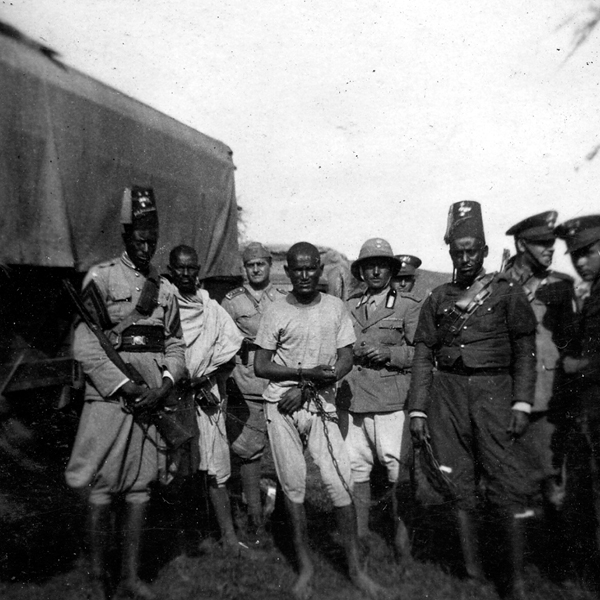
La massacre de la drassana Gondrand

Les primeres atrocitats de la guerra van ser comeses per les tropes etíops, que acostumaven a mutilar (sovint a castrar) els seus presoners: els àscaris eritreu van patir aquests tractaments medievals des de les primeres setmanes de la guerra. Després de desembre els etíops començaren a fer el mateix als italians amb l'assassinat del pilot capturat Tito Minniti, seguit d'altres massacres com les del Gondrand.
A més de l'armament convencional, les tropes de Badoglio també van fer un ús substancial del gas mostassa, tant en bombardeigs d'artilleria com aeris. L'ús del gas mostassa, que violava el Protocol de Ginebra de 1925 que Itàlia havia signat, va ser justificat per les morts d'un pilot de la Regia Aeronautica, Tito Minniti, i el seu observador a l'Ogaden. "La mort heroica del nostre camarada en una terra enemiga bàrbara requereix un càstig exemplar", ordenà el general Graziani en saber de les seves morts. En total, els italians llançaren entre 300 i 500 tones de gas mostassa durant la guerra. El llançament del gas no es restringí als camps de batalla, sinó que els civils també van ser objectius dels italians, com a part d'intentar atemorir la població local. A més, els italians llançaren atacs de gas sobre els campaments de la Creu Roja i les ambulàncies.
Les forces armades disposaven d'un gran arsenal de granades i bombes carregades amb gas mostassa, que van ser llançades d'aeroplans. Aquesta substància també era polvoritzada directament des de l'aire com un insecticida sobre els combatents enemics i els seus pobles. El mateix Mussolini autoritzà l'ús d'aquestes armes:
| « | Roma, 27 d'octubre de 1935. A Sa Excel·lència Grazani. L'ús del gas com a "ultima ratio" per vèncer la resistència enemiga es cas de contraatac està autoritzat. Mussolini. | » |

| « | Roma, 28 de desembre de 1935. A Sa Excel·lència Badoglio. Donat el sistema enemic dono autorització a Sa Excel·lència a emprar a gran escala qualsevol gas i llançaflames. Mussolini | » |

Mussolini i els seus generals intentaren mantenir les operacions de guerra química sota el màxim secret, però l'ús del gas va ser fet públic al món mitjançant les denúncies de la Creu Roja Internacional i de diversos observadors estrangers. La reacció italiana a aquestes revelacions consistí en el bombardeig "erroni" (un mínim de 19 vegades) de les tendes de la Creu Roja instal·lades en zones ocupades per la resistència etíop.
Les ordres impartides per Mussolini després de la guerra, respecte a la població etíop, van ser molt clares:
| « | Roma, 5 de juny de 1936. A Sa Excel·lència Graziani. Tots els rebels fets presoners han de ser morts. Mussolini. | » |

| « | Roma, 8 de juliol de 1936. A Sa Excel·lència Graziani. He autoritzat de nou a Vostra Excel·lència a començar i a conduir sistemàticament polítiques de terror i extermini dels rebels i de la població compromesa. Sense la lex talionis no es pot curar la infecció a temps. Espero confirmació. Mussolini | » |

La part predominant del treball de repressió va ser portat a terme per tropes colonials (principalment d'Eritrea) dels italians que, d'acord els etíops, juntament amb les bombes plenes de gas mostassa, instituí camps de treballs forçats, instal·là cadalfalcs públics, matà ostatges i mutilà els cadàvers dels seus enemics. Molts soldats italians es fotografiaren al costat dels cadàvers que penjaven de les forques o passejant enmig de cistells plens de caps tallats.

## Actitud de l'Església
La reacció catòlica va ser diversa vers la conquesta italiana d'Etiòpia. Tement represàlies del Partit Nacional Feixista, alguns bisbes van lloar-les. Per exemple, al seu llibre The Vatican in the Age of the Dictators, Anthony Rhodes explica:
| « | A la seva carta pastoral del 19 d'octubre de 1935, el bisbe d'Udine afirmà: 'No és oportú ni adequat per a nosaltres pronunciar-se sobre els encerts i errors del cas. El nostre deure com a italians, i encara més com a cristians és contribuir a l'èxit de les nostres armes.' El bisbe de Pàdua escrivia el 21 d'octubre: 'En les hores difícils que estem passant, us demanem que tingueu fe en els nostres governants i les nostres forces armades'. El 24 d'octubre el bisbe de Cremona beneí diverses banderes regimentals i digué: 'La benedicció de Déu sigui amb aquests soldats que, en terra africà, conqueriran noves i fèrtils terres pel geni italià, portant la cultura romana i cristiana. Itàlia de nou serà el mentor cristià de tot el món.'" | » |

El Papa Pius XI (qui prèviament havia condemnat el totalitarisme a l'encíclica Non Abbiamo Bisogno) continuà la seva crítica implícita del règim italià. Això coincidí amb l'augment de l'anticlericalisme de Mussolini, qui afirmà que "el Papat va ser un tumor maligne al cos d'Itàlia i ha de ser extirpat d'un cop per a totes, perquè no hi ha lloc a Roma pels dos el Papa i [ell mateix]."

## ElsFerenghi

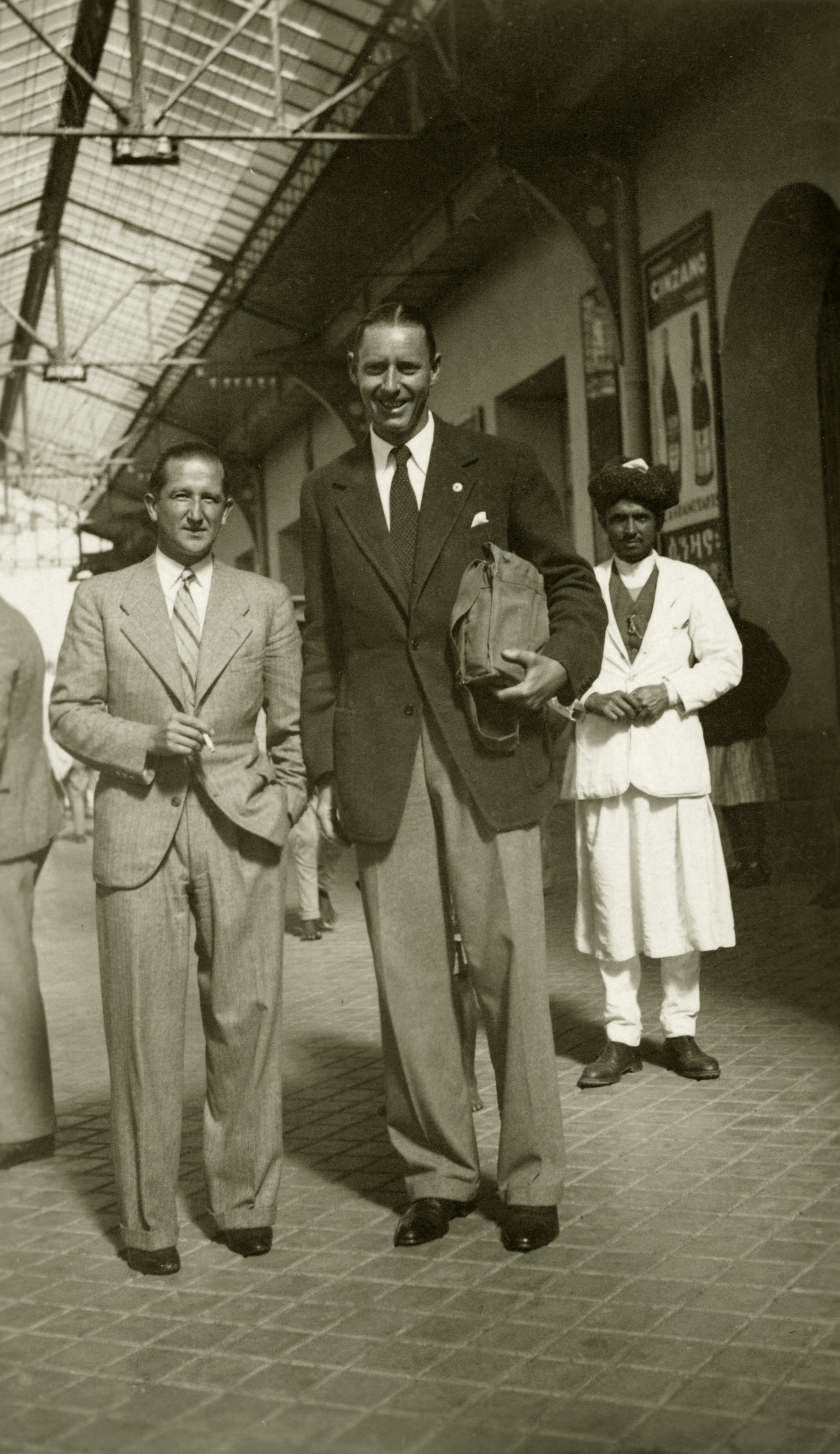
Marcel Junod de la Creu Roja (esquerra) amb Sidney Brown (centre) a Addis Ababa.

La majoria dels èxits relatius assolits pels etíops van ser atribuïts pels italians als estrangers o "ferenghi". Moltes d'aquestes persones eren consellers militars, pilots, metges, o simplement, gent que desitjava el millor per la "causa" de Haile Selassie. Tot i que mai no van ser més d'un centenar, la màquina propagandística italiana magnificà la xifra augmentant-la a milers, de manera que Roma pogués tenir una excusa per l'aturada del Regio Esercito després dels ràpids avenços de De Bono. D'acord amb els historiadors etíops, alguna cosa havia d'explicar la capacitat etíop per llançar l'ofensiva de Nadal de 1935.
Les persones següents són alguns dels estrangers que van anar a Etiòpia o que van mostrar el seu suport al poble etíop:
- Bill Deedes – periodista i possible inspiració per William Boot a Waugh's Scoop.
- Andrew Fountaine – conductor d'ambulàncies
- Hubert Julian – Pilot
- Marcel Junod – Metge de la Creu Roja
- Webb Miller – Periodista
- Wehib Pasha – Conseller militar
- Comte Carl Gustaf von Rosen – Pilot de la Creu Roja.[85]
- John Spencer – Conseller
- Linton Wells – Periodista
- Fay Gillis Wells – Periodista
- Karl von Wiegand – Periodista

Si bé la majoria d'estrangers a Etiòpia estaven amb els etíops, també va haver-hi que van veure la guerra des del costat italià, com:
- Matthews, Herbert Lionel – Periodista i historiador. Va escriure "Testimoni a Abissínia: amb les forces del Mariscal Badoglio fins Addis Ababa" el 1937
- Pedro del Valle – Observador (USMC)
- Evelyn Waugh – Enviat pel Daily Mail com a periodista; posteriorment escriuria la novel·la Scoop basada en les seves experiències

### Llibres
- Rethinking Resistance: Revolt and Violence in African History. II. illus..  Leiden, NL: Brill, 2003. ISBN 978-90-04-12624-4 [Consulta: 8 octubre 2017].
- Dictionary of African Biography. II.  Oxford University Press USA, 2012. ISBN 9780195382075.
- Antonicelli, Franco. Trent'anni di storia italiana: dall'antifascismo alla Resistenza (1915–1945) lezioni con testimonianze (en italià).  Torino: Giulio Einaudi Editore, 1975. OCLC 878595757.
- Baer, George W. Test Case: Italy, Ethiopia, and the League of Nations.  Stanford, California: Hoover Institute Press, Stanford University, 1976. ISBN 978-0-8179-6591-4.
- Barker, A. J.. The Civilising Mission: The Italo-Ethiopian War 1935–6.  Londres: Cassell, 1968. ISBN 978-0-304-93201-6.
- Barker, A. J.. Rape of Ethiopia, 1936.  Nova York: Ballantine Books, 1971. ISBN 978-0-345-02462-6.
- Baudendistel, Reiner. Between Bombs and Good Intentions: The Red Cross and the Italo-Ethiopian War, 1935–1936. I.  Oxford: Berghahn, 2006. ISBN 978-1-84545-035-9.
- Candeloro, Giorgio. Storia dell'Italia Moderna (en italià). 10th.  Milano: Feltrinelli, 1981. OCLC 797807582.
- Cannistraro, Philip V. Historical Dictionary of Fascist Italy.  Westport, Connecticut: Greenwood Press, 1982. ISBN 978-0-313-21317-5.
- Clarence-Smith, W. G.. The Economics of the Indian Ocean Slave Trade in the Nineteenth Century.  Londres: Frank Cass, 1989. ISBN 978-0-7146-3359-6.
- Clark, D. K.. Effectiveness of Toxic Chemicals in the Italo–Ethiopian War.  Bethesda, Maryland: Operations Research Office, 1959.
- Crozier, Andrew J. The Causes of the Second World War.  Oxford: Blackwell, 2004. ISBN 978-0-631-18601-4.
- Del Boca, Angelo; Rochat, Giorgio. I gas di Mussolini: il fascismo e la guerra d'Etiopia (en italià).  Roma: Editori Riuniti, 1996. ISBN 978-88-359-4091-3.
- del Boca, Angelo. Italiani, brava gente? Un mito duro a morire (en italià).  Vicenza: N. Pozza, 2005. ISBN 978-88-545-0013-6.
- Dominioni, M. Lo sfascio dell'impero: gli italiani in Etiopia.  Roma: Laterza, 2008. ISBN 978-8-84-208533-1.
- Gooch, John. Mussolini and His Generals.  Cambridge: Cambridge University Press, 2007. ISBN 978-0-521-85602-7.
- Kallis, Aristotle. Fascist Ideology Territory and Expansionism in Italy and Germany, 1922-1945.  Londres: Routledge, 2000. ISBN 978-0-415-21612-8.
- Lamb, Richard. Mussolini as Diplomat.  Nova York: Fromm International, 1999. ISBN 978-0-88064-244-6.
- Leckie, Robert. Delivered from Evil: The Saga of World War II.  Nova York: Harper & Row, 1987. ISBN 978-0-06-015812-5.
- Lowe, Cedric James; Marzari, F. Italian Foreign Policy 1870–1940. VIII. online.  Londres: Routledge, 2010. ISBN 978-1-315-88880-4.
- Mack Smith, D. Mussolini: A Biography.  Nova York: Alfred A. Knopf, 1982. ISBN 978-0-394-50694-4.
- Mack Smith, D. Mussolini.  Londres: Weidenfeld and Nicolson, 1983. ISBN 978-0-586-08444-1.
- Mallet, Robert. Mussolini in Ethiopia, 1919–1935.  Cambridge: Cambridge University Press, 2015. ISBN 978-1107090439.
- Haile Selassie I: My Life and Ethiopia's Progress: The Autobiography of Emperor Haile Selassie I, King of Kings and Lord of Lords. II.  Chicago: Research Associates School Times Publications, 1999. ISBN 978-0-948390-40-1.
- Si e no padroni del mondo. Etiopia 1935–36. Immagine e consenso per un impero (en italià).  Novara: Istituto Storico della Resistenza in Provincia Novara Piero Fornara, 1982. OCLC 878601977.
- Mockler, Anthony. Haile Selassie's War.  Nova York: Olive Branch Press, 2003. ISBN 978-1-56656-473-1.
- Nicolle, David. The Italian Invasion of Abyssinia 1935–1936.  Westminster, Maryland: Osprey, 1997. ISBN 978-1-85532-692-7.
- Othen, Christopher. Lost Lions of Judah: Haile Selassie's Mongrel Foreign Legion.  Amberley, 2017. ISBN 978-1-4456-5983-1.
- Palla, Marco. Mussolini and Fascism.  Nova York: Interlink Books, 2000. ISBN 978-1-56656-340-6.
- Pankhurst, R. A Brief Note on the Economic History of Ethiopia from 1800 to 1935.  Addis Ababa: Haile Selassie I University, 1968. OCLC 434191.
- Peace and War: United States Foreign Policy 1931–1941. online.  Washington, DC: State Department, 1983. OCLC 506009610 [Consulta: 3 setembre 2017]. Arxivat 4 de setembre 2017 a Wayback Machine.
- Rhodes, A. The Vatican in the Age of the Dictators: 1922–1945.  Londres: Hodder & Stoughton, 1973. ISBN 978-0-340-02394-5.
- Safire, William. Lend Me Your Ears: Great Speeches in History. rev. expanded.  Nova York: norton, 1997. ISBN 978-0-393-04005-0.
- Sbacchi, A. Legacy of Bitterness: Ethiopia and Fascist Italy, 1935–1941.  Lawrenceville, New Jersey: Red Sea Press, 1997. ISBN 978-0-932415-74-5.
- Shinn, D. H.; Ofcansky, T. P.. Historical Dictionary of Ethiopia. 2a edició.  Lanham: Scarecrow Press, 2013. ISBN 978-0-8108-7194-6.
- Smart, J. K.. «History of Chemical and Biological Warfare: An American Perspective». A: Medical Aspects of Chemical and Biological Warfare. III. online.  Bethesda, Maryland: Office of The Surgeon General Department of the Army, United States of America, 1997. OCLC 40153101 [Consulta: 3 setembre 2017].
- Spencer, John H. Ethiopia at Bay: A Personal Account of the Haile Selassie Years.  Hollywood, California: Tsehai Publishers, 2006. ISBN 978-1-59907-000-1.
- Stackelberg, R. Hitler's Germany: Origins, Interpretations, Legacies. 2a edició.  Londres: Routledge, 2009. ISBN 978-0-415-37331-9.
- Stapleton, Timothy J. A Military History of Africa: The Colonial Period: from the Scramble for Africa to the Algerian Independence War (ca. 1870–1963). II.  Santa Barbara, California: ABC-CLIO, 2013. ISBN 978-0-313-39570-3.
- «The Encyclopedia of World History: Ancient, Medieval and Modern». A: . 6th, online.  Nova York: Bartleby.com, 2002. OCLC 51671800.
- Sullivan, Barry. «More than Meets the Eye: The Ethiopian War and the Origins of the Second World War». A: The Origins of the Second World War Reconsidered A. J. P. Taylor and the Historians. 2a edició.  Routledge, 1999, p. 178–203. ISBN 978-0-415-16325-5.

### Diaris
- Cernuschi, Enrico «La resistenza sconosciuta in Africa Orientale» (en italià). Rivista Storica, 12-1994. OCLC: 30747124.
- Calvitt Clark, J. «Japan and Italy squabble over Ethiopia: The Sugimura affair of July 1935». Selected Annual Proceedings of the Florida Conference of Historians, 1999, pàg. 9–20. Arxivat de l'original el 31 desembre 2008. ISSN: 2373-9517 [Consulta: 8 juny 2010]. Arxivat 8 de juny 2010 a Wayback Machine.
- Holt, Andrew «No more Hoares to Paris’: British Foreign Policymaking and the Abyssinian Crisis, 1935». Review of International Studies, XXXVII, 3, 2011, pàg. 1,383–1,401. ISSN: 0260-2105.
- Labanca, Nicola «Colonial rule, colonial repression and war crimes in the Italian colonies». Journal of Modern Italian Studies, 9, 3, 2004. DOI: 10.1080/1354571042000254737.
- Sbacchi, Alberto «The Price of Empire: Towards an Enumeration of Italian Casualties in Ethiopia 1935–40». Ethiopianist Notes, II, 2, 1978. ISSN: 1063-2751.
- Salerno, Reynolds M. «The French Navy and the Appeasement of Italy, 1937–9». The English Historical Review, CXII, 445, 1997, pàg. 66–104. DOI: 10.1093/ehr/cxii.445.66. ISSN: 0013-8266.

### Llibres
- Burgwyn, H. J.. Italian Foreign Policy in the Interwar Period, 1918–1940.  Westport, CT: Praeger, 1997. ISBN 978-0-275-94877-1.
- Crociani, P.; Viotti, A. Le Uniformi Dell' A.O.I., Somalia, 1889–1941 (en italià).  Roma: La Roccia, 1980. OCLC 164959633.
- De Bono, E. La conquista dell' Impero. La preparazione e le prime operazioni. I. 2a edició.  Roma: Istituto Nazionale Fascista di Cultura, 1937. OCLC 46203391.
- Del Boca, A. La guerra d'Abissinia: 1935–1941 (en italià).  Milano: Feltrinelli, 1965. OCLC 799937693.
- Giannini, Filippo; Mussolini, Guido. Benito Mussolini, l'uomo della pace: da Versailles al 10 giugno 1940.  Roma: Editoriale Greco e Greco, 1999. ISBN 978-88-7980-133-1.
- Graziani, R. Il fronte Sud (en italià).  Milano: A. Mondadori, 1938. OCLC 602590204.
- Kershaw, Ian. Hitler: 1889–1936: Hubris.  Nova York: W. W. Norton & Company, 1999. ISBN 978-0-393-04671-7.
- Matthews, Herbert Lionel. Eyewitness in Abyssinia: With Marshal Bodoglio's forces to Addis Ababa.  Londres: M. Secker & Warburg, 1937. OCLC 5315947.
- Overy, R.; Wheatcroft, A. The Road to War. rev. enl. Penguin pbk..  Londres: Macmillan London and BBC Books, 1999. ISBN 978-0-14-028530-7.
- Shinn, David Hamilton; Prouty, Chris; Ofcansky, Thomas P. Historical Dictionary of Ethiopia.  Lanham, MD: Scarecrow Press, 2004. ISBN 978-0-8108-4910-5.
- Starace, A. La marcia su Gondar della colonna celere A.O. e le successive operazioni nella Etiopia Occidentale.  Milano: A. Mondadori, 1937. OCLC 799891187.
- Walker, Ian W. Iron Hulls, Iron Hearts: Mussolini's elite Armoured Divisions in North Africa.  Marlborough: Crowood, 2003. ISBN 978-1-86126-646-0.
- Willoughby, C. A.. «XI: The Italo-Ethiopian War». A: Maneuver in War. repr. online.  Washington, DC: Department of the Navy: Headquarters United States Marine Corps, 1990, p. 230–285. PCN 140 12130000. OCLC 34869726 [Consulta: 19 setembre 2017].

### Tesis
- (tesi). OCLC 940362449. Arxivat 25 de febrer 2021 a Wayback Machine.